# Okanagan-Nord—Shuswap
Pour les articles homonymes, voir Shuswap (homonymie).
Circonscription électorale fédérale du Canada
Okanagan-Nord—Shuswap (appelée à certaines périodes Okanagan—Shuswap) est une ancienne circonscription électorale fédérale canadienne de la Colombie-Britannique.

## Circonscription fédérale
La circonscription se situait au sud-est de la Colombie-Britannique et comprenait les villes de Salmon Arm, Vernon, Coldstream, Lumby et Armstrong.
Les circonscriptions limitrophes étaient Kamloops—Thompson—Cariboo, Kelowna—Lake Country, Kootenay—Columbia, Okanagan—Coquihalla et Colombie-Britannique-Southern Interior.

## Historique
La circonscription est créée en 1987 sous le nom d'Okanagan—Shuswap à partir des circonscriptions de Kamloops—Shuswap et d'Okanagan-Nord. Un redécoupage électoral en 1996 modifie la circonscription et la renomme Okanagan-Nord—Shuswap, mais le nom est ramené à Okanagan—Shuswap en 1997 avant la tenue d'une élection. En 2004, un nouveau redécoupage redonne à la circonscription modifiée le nom d'Okanagan-Nord—Shuswap, et l'élection de 2004 élisant la 38e législature du Canada est faite sous ce nom, mais une fois de plus le nom est ramené à Okanagan—Shuswap peu de temps après. Le redécoupage suivant modifie de nouveau la circonscription et cette fois le nom d'Okanagan-Nord—Shuswap lui est attribué pour de bon.
À la suite du découpage de la carte électorale de 2022, la circonscription est redistribuée dans trois nouvelles circonscriptions soit Kamloops—Shuswap—Central Rockies, Kamloops—Thompson—Nicola et Vernon—Lake Country—Monashee.
| Législature                                                                                              | Années       | Député | Député          | Parti               |
| --- | ------------ | ------ | --------------- | ------------------- |
| Okanagan—Shuswap issue de Kamloops—Shuswap et Okanagan-Nord                                              |              |        |                 |                     |
| 34e | 1988–1993    |        | Lyle MacWilliam | NPD                 |
| 35e | 1997–2000    |        | Darrel Stinson  | Réformiste          |
| 36e | 1997–2000    |        | Darrel Stinson  | Réformiste          |
| 36e | 2000-2000    |        | Darrel Stinson  | Alliance canadienne |
| 37e | 2000–2003    |        | Darrel Stinson  | Alliance canadienne |
| 37e | 2003-2004    |        | Darrel Stinson  | Conservateur        |
| Okanagan-Nord—Shuswap                                                                                    |              |        |                 |                     |
| 38e | 2004–2006    |        | Darrel Stinson  | Conservateur        |
| Okanagan—Shuswap                                                                                         |              |        |                 |                     |
| 39e | 2006–2008    |        | Colin Mayes     | Conservateur        |
| 40e | 2008–2011    |        | Colin Mayes     | Conservateur        |
| 41e | 2011–2015    |        | Colin Mayes     | Conservateur        |
| Okanagan-Nord—Shuswap                                                                                    |              |        |                 |                     |
| 42e | 2015–2019    |        | Mel Arnold      | Conservateur        |
| 43e | 2019–2021    |        | Mel Arnold      | Conservateur        |
| 44e | 2021–présent |        | Mel Arnold      | Conservateur        |
| dissoute dans Kamloops—Shuswap—Central Rockies, Kamloops—Thompson—Nicola et Vernon—Lake Country—Monashee |              |        |                 |                     |

## Résultats électoraux
|       | Candidat          | Parti        | # de voix | % des voix |
|       | Mel Arnold        | Conservateur | +27 490,  | 39,3 %     |
|       | Cindy-Jean Derkaz | Libéral      | +20 949,  | 29,95 %    |
|       | Jacqui Gingras    | NPD          | +17 907,  | 25,6 %     |
|       | Chris George      | Vert         | +03 608,  | 5,16 %     |
| Total | Total             | Total        | 69 954    | 100 %      |

|       | Candidat        | Parti        | # de voix | % des voix |
|       | (x) Colin Mayes | Conservateur | +31 439,  | 55,45 %    |
|       | Janna Francis   | Libéral      | +04 246,  | 7,49 %     |
|       | Nikki Inouye    | NPD          | +14 955,  | 26,38 %    |
|       | Greig Crockett  | Vert         | +06 058,  | 10,68 %    |
| Total | Total           | Total        | 56 698    | 100 %      |

|       | Candidat        | Parti             | # de voix | % des voix |
|       | (x) Colin Mayes | Conservateur      | +28 048,  | 51,71 %    |
|       | Janna Francis   | Libéral           | +05 388,  | 9,93 %     |
|       | Alice Brown     | NPD               | +10 716,  | 19,76 %    |
|       | Huguette Allen  | Vert              | +09 399,  | 17,33 %    |
|       | Darren Seymour  | Action canadienne | +00277,   | 0,51 %     |
|       | Gordie Campbell | Indépendant       | +00416,   | 0,77 %     |
| Total | Total           | Total             | 54 244    | 100 %      |